# Service canadien de jumelage des résidents
 (juin 2014).
Si vous disposez d'ouvrages ou d'articles de référence ou si vous connaissez des sites web de qualité traitant du thème abordé ici, merci de compléter l'article en donnant les références utiles à sa vérifiabilité et en les liant à la section « Notes et références ».
Le Service canadien de jumelage des résidents (CaRMS) est un organisme national sans but lucratif qui offre aux étudiants et résidents en médecine ainsi qu’aux facultés de médecine un service de demande électronique et de jumelage informatique donnant accès à une formation médicale postdoctorale partout au Canada. CaRMS offre également un portail en ligne sécurisé pour des demandes d’admission au programme de premier cycle en médecine à la Memorial University of Newfoundland.
Fondé en 1970, CaRMS s’est forgé une réputation en offrant des services de jumelage fiables et ordonnés sur lesquels les étudiants et les facultés de médecine peuvent compter. Grâce aux outils et aux ressources offerts par CaRMS, les étudiants et résidents en médecine peuvent décider où ils désirent être formés et les directeurs peuvent choisir les candidats qui leur conviennent.

## Gouvernance
CaRMS est régi par un conseil d’administration bénévole composé de membres élus ou nommés. Les organisations membres et les parties prenantes de CaRMS proposent la candidature de directeurs, et le comité de nomination prépare les nominations pour les postes vacants du conseil d’administration, qui sont présentées lors de l’assemblée annuelle du conseil. Une fois élus ou nommés au conseil, les directeurs, qui véhiculent les perspectives uniques des organisations qui ont proposé leur candidature, agissent en qualité de fiduciaires au nom de CaRMS dans leurs délibérations et leurs décisions.
CaRMS a huit organisations membres : l’Association canadienne des institutions de santé universitaires (ACISU), l’Association des facultés de médecine du Canada (AFMC), l’Association canadienne des médecins résidents (ACMR), la Fédération des étudiants et des étudiantes en médecine du Canada (FEMC), le Collège des médecins de famille du Canada (CMFC), l’Association médicale canadienne (AMC), la Fédération des ordres des médecins du Canada (FOMC) et le Collège royal des médecins et chirurgiens du Canada (CRMCC). Ces organisations jouent un rôle important au sein du système de l’enseignement médical au Canada et ont la responsabilité de nommer des individus au sein du conseil d’administration de CaRMS. Le conseil d’administration comprend également des directeurs par mandat spécial qui sont désignés par les directeurs du conseil. Les directeurs et les directeurs par mandat spécial ne représentent pas l’organisation présentant la candidature et agissent à titre de fiduciaires au nom de CaRMS dans les délibérations et les décisions du conseil.
Six comités permanents font rapport au conseil d’administration : le comité des prix, le comité exécutif, le comité des finances et de vérification, le comité de recherche et des politiques sur les données, le comité de nomination et le comité sur la portée des services.
Notre conseil d’administration se rencontre deux fois par année. Une de ces rencontres coïncide avec la rencontre de nos membres.

### Organisations membres
- Association canadienne des institutions de santé universitaires (ACISU)
- Association canadienne des médecins résidents (ACMR)
- Association des facultés de médecine du Canada (AFMC)
- Association médicale canadienne (AMC)
- Collège des médecins de famille du Canada (CMFC)
- Collège royal des médecins et chirurgiens du Canada (CRMCC)
- Fédération des étudiants et des étudiantes en médecine au Canada (FEMC)
- Fédération des ordres des médecins du Canada (FOMC)
- Organisations de parties prenantes
- Fédération des médecins résidents du Québec (FMRQ)
- Fédération médicale étudiante du Québec (FMEQ)

### Historique
Avant 1970 – Le jumelage d’étudiants en médecine à des postes de résidence était organisé et
mené par l’Association canadienne des étudiants en médecine et des internes.
1970 – Le Service canadien de jumelage des internes (CIMS) est créé afin d’offrir à tous les
programmes un jumelage à des postes PGY-1. Les organismes fondateurs sont : l’Association des collèges médicaux canadiens (ACMC), l’Association canadienne des hôpitaux d’enseignement (ACHE), l’Association médicale canadienne (AMC), l’Association canadienne des médecins résidents (ACMR), le Collège des médecins de famille du Canada (CMFC), le Collège royal des médecins et chirurgiens du Canada (CRMCC) et la Fédération des ordres des médecins du Canada.
Le docteur Chuck Casterson est nommé directeur général. L’Association des facultés de médecine du Canada a assumé le rôle de secrétaire et un comité consultatif composé d’organismes médicaux fondateurs est établi afin de définir des politiques.
1971 – Al Cox est nommé premier président du comité mixte du CIMS.
1982 – Le CIMS devient un organisme sans but lucratif, indépendant des organisations médicales, chargé d’offrir des services de jumelage et le soutien connexe.
1986 – Le Dr Chuck Casterton prend sa retraite. Il est remplacé par madame Sandra Banner comme directrice générale du CIMS.
1988 – Le CIMS introduit un système de candidature central pour la formation PGY-1 dans les facultés de médecine anglophones au Canada.
1994 – Le CIMS est constitué sous sa dénomination actuelle – le Service canadien de jumelage des résidents (CaRMS) en vertu de la Partie II de la Loi sur les corporations canadiennes.
Le jumelage en deux tours est introduit lors du jumelage principal R-1.
1997 –  CaRMS joue le rôle de bureau du doyen pour les diplômés canadiens en médecine présentant une demande pour des postes de résidence PGY-1 aux États-Unis par l’entremise de l’Electronic Residency Application Service (ERAS).
2002 – CaRMS lance son processus de demande en ligne pour le jumelage pour les candidats et les programmes de formation médicale. 
2005 – Les facultés de médecine francophones du Québec se joints au jumelage principal R-1, ce qui fait de CaRMS un réel service de jumelage national comprenant toutes les facultés de médecine du Canada.
2006 – Introduction du jumelage de médecine familiale/médecine d’urgence (jumelage MF/MU).
2008 – Le premier symposium pour les diplômés hors Canada et États-Unis (DHCEU) a lieu.
Les portails à l’intention des bureaux des études médicales de premier cycle et des répondants sont lancés.
2009 – Introduction du jumelage de spécialités médicales (JSM). CaRMS entreprend également un examen exhaustif de sa gouvernance et apporte des modifications afin de renforcer son engagement envers la transparence, la neutralité et l’équité.
2010 – Introduction du jumelage de spécialités pédiatriques (JSP). L’examen de la gouvernance de CaRMS recommande l’ajout de directeurs par mandat spécial au conseil d’administration.
CaRMS publie son premier rapport au sujet des Canadiens diplômés en médecine à l’étranger (le sondage des CDME).
2012 – CaRMS introduit un portail en ligne sécurisé pour les demandes d’admission aux programmes de premier cycle en médecine de la Memorial University of Newfoundland.
CaRMS reconstruit entièrement son système de demande en ligne à l’aide de la technologie la plus récente afin de pouvoir soutenir de façon efficace et efficiente plusieurs jumelages dans les années à venir. La plateforme qui en résulte, CaRMS en ligne, est introduite dans le cadre du jumelage principal R-1 de 2013.
Alvin Roth, un des concepteurs de l’algorithme de jumelage utilisé par CaRMS, remporte le Prix Nobel d’économie en grande partie grâce à l’algorithme.
2013 – Irving Gold est nommé premier vice-président de CaRMS.
CaRMS offre pour la première fois un service de traduction de l’anglais vers le français et du français vers l’anglais de certains documents pour le jumelage principal R-1 par l’entremise de la plateforme CaRMS en ligne.
CaRMS élargit ses services de recherche et de données pour les facultés de médecine grâce aux outils du logiciel Tableau Reader.
2014 – CaRMS obtient une licence de la Corporation du numéro d’identification médicale du Canada (NIMC).
CaRMS introduit une nouvelle fonction de transfert de l’information du CMC dans CaRMS en ligne. Ceci permet la connexion directe entre CaRMS en ligne et le site inscriptionmed.ca.
2015 – John Gallilnger succède à Sandra Banner à titre de chef de la direction de CaRMS.

## Jumelage de résidence
CaRMS en ligne, la plateforme sécurisée de services en ligne de CaRMS, offre aux candidats une façon ordonnée de choisir l’endroit où ils désirent présenter une demande pour une formation en médecine. CaRMS a centralisé le processus de candidature à des postes de résidence et de la documentation de soutien et facilite le processus de jumelage pour les candidats et les facultés.
Lorsque le processus de candidature est terminé, CaRMS utilise un algorithme de jumelage afin de jumeler les candidats aux programmes. CaRMS jumelle approximativement 3 700 candidats annuellement à des programmes de formation postdoctorale en médecine au Canada par l’entremise de quatre jumelages de résidence :
- Jumelage principal R-1 (jumelage R-1)
- Jumelage de médecine familiale/médecine d’urgence (jumelage MF/MU)
- Jumelage de spécialités médicales (JSM)
- Jumelage de spécialités pédiatriques (JSP)

CaRMS administre également l’accès des candidats canadiens au Electronic Residency Application Service (ERAS), le système électronique de candidature pour le programme de résidence aux États-Unis et a également commencé à offrir des services d’admission pour des facultés de médecine.

### Le jumelage principal R-1 (jumelage R-1)
Le jumelage pour les postes d’entrée postdoctoraux (R-1) est le jumelage le plus important de CaRMS. Il comprend les 17 facultés de médecine canadiennes et se déroule en deux tours chaque année. Le premier tour comprend tous les finissants et les anciens diplômés canadiens et américains qui répondent aux critères d’admissibilité de base et qui ne possèdent aucune formation postdoctorale en médecine au Canada ou aux États-Unis. Les diplômés hors Canada et États-Unis (DHCEU) qui répondent aux critères d’admissibilité de base et qui n’ont aucune formation postdoctorale en médecine au Canada ou aux États-Unis sont également admissibles.
Le deuxième tour comprend les postes et les candidats non jumelés au premier tour, ainsi que les candidats qui ont déjà fait une formation postdoctorale au Canada ou aux États-Unis et les autres candidats qui n’ont pas participé au premier tour.
Une étude menée par Wang et coll. (2011) a évalué les facteurs déterminants lors du classement des programmes de résidence par les étudiants diplômés en médecine participant au jumelage R -1. Les caractéristiques du programme, tels la variété des expériences cliniques et le moral des résidents, ont le plus d’importance en matière de priorité globale. Cependant, la distinction entre les deux premiers choix de programmes a souvent été influencée par la distance qui sépare le candidat de sa famille et l’attrait de la ville.

### Jumelage de médecine familiale/médecine d’urgence (jumelage MF/MU)
Le jumelage de médecine familiale/médecine d’urgence (jumelage MF/MU) s’adresse aux candidats qui terminent ou qui ont terminé une formation postdoctorale en médecine familiale au Canada et qui désirent poursuivre une formation en compétences avancées en médecine d’urgence.

### Jumelage des spécialités médicales (JSM)
Le jumelage des spécialités médicales (JSM) s’adresse aux candidats qui sont actuellement dans un programme de formation de résidence en médecine interne et qui désirent poser leur candidature pour une formation de sous-spécialité.

### Jumelage des spécialités pédiatriques (JSP)
Le jumelage des spécialités pédiatriques (JSP) s’adresse aux candidats qui sont actuellement dans un programme de formation de résidence pédiatrique et qui désirent poser leur candidature pour une formation de sous-spécialité.

### Jumelage aux États-Unis (ERAS)
Le processus de candidature pour un poste de résidence aux États-Unis est administré par le Electronic Residency Application Service (ERAS), l’équivalent américain de CaRMS. Le jumelage principal est lui-même géré par le National Residency Matching Program (NRMP). CaRMS fait office de bureau de doyen pour les étudiants et les diplômés canadiens en médecine (ex. les étudiants suivant des études au Canada et des diplômés de facultés de médecine au Canada) qui présentent une demande pour des postes aux États-Unis par l’entremise du ERAS. Cela signifie que les candidats canadiens doivent s’inscrire avec CaRMS afin de participer au jumelage américain.

## L’algorithme de jumelage
L’algorithme du jumelage de CaRMS compare les listes de classement soumises par les candidats et les programmes et effectue un jumelage entre les candidats et les programmes selon les préférences indiquées par les deux parties. L’algorithme propose aux candidats d’abord : il tente de placer le candidat dans le programme qu’il ou elle préfère. Ainsi, l’algorithme fournit au candidat le meilleur résultat possible.
L’algorithme de jumelage de CaRMS utilise les préférences exactes indiquées sur la liste de classement soumise par les candidats et les programmes pour placer les individus dans les postes précis. Le processus commence avec une tentative de placer un candidat dans son programme préféré. Si le candidat ne peut être jumelé avec son premier choix de programme, on tente de le jumeler avec son second choix de programme et ainsi de suite jusqu’à ce que le candidat obtienne un jumelage provisoire ou jusqu’à ce que tous les choix sur la liste de classement soient épuisés. À la fin du processus de jumelage, soit que chaque candidat ait été jumelé avec le meilleur choix préféré possible ou bien tous les choix soumis ont été épuisés.

## Services supplémentaires

### Admission aux études de premier cycle
CaRMS offre un portail en ligne sécurisé pour les demandes d’admissions au programme de doctorat en médecine à la Memorial University of Newfoundland. CaRMS gère et prend en charge les demandes concernant le système de candidature en ligne, le processus d’inscription, le traitement des documents, les paiements et le portail de références électroniques.

### Services de traduction
CaRMS offre un service de traduction du français vers l’anglais et de l’anglais vers le français de certains documents pour tous nos jumelages. Les documents admissibles sont les relevés de notes des facultés de médecine, les dossiers de rendement de l’étudiant en médecine (DREM) et les lettres de recommandation. Ce service est offert uniquement aux candidats qui préparent une demande bilingue.

### Données et rapports
CaRMS publie des rapports annuels détaillés sur chacun de ses jumelages et conserve des statistiques nationales regroupées sur l’éducation médicale au Canada depuis 1986. Il s’agit d’un dépôt inestimable de renseignements pour le milieu médical. De plus, CaRMS appuie et améliore le système d’enseignement médical canadien grâce à des efforts de recherche réguliers en collaboration avec des universités et d’autres organisations médicales et gouvernementales.
CaRMS anime un nombre de recherches et effectue un nombre de sondages lors du processus de collecte des données. En déterminant les tendances et en favorisant l’échange de données, CaRMS offre au milieu de l’éducation médicale l’information dont il a besoin pour prendre des décisions éclairées au sujet de l’éducation médicale de premier cycle et postdoctorale au Canada.

## Site Web officiel
Le Service canadien de jumelage des résidents (CaRMS) - www.carms.ca